# This Is the Life I Lead
This Is the Life I Lead è il terzo album del rapper Daz Dillinger. Questo album è stato pubblicato nel 2002 per la D.P.G. Recordz (etichetta di cui Daz Dillinger è proprietario). Il singolo per l'album è "Keep It Gangsta" che ha avuto un buon successo.

## Tracce
1. "Intro - DPGC 4 Life"
2. "Drama"
3. "Ain't That Somethin"  (ft. Crystal & P.F.N.)
4. "Bitch Bitch Bitch Make Me Rick"  (ft. Too Short)
5. "Keep It Gangsta"
6. "I Live Every Day Like I Could Die That Day"
7. "Load Up"  (ft. Tanya Herron)
8. "Run Tha Street"
9. "We Do This Passion"
10. "Redrum Galour!" (ft. Mean Piece)
11. "This Is The Life I Lead"
12. "Outro - DPGC 4 Life" *
13. "Keep It Gansta (Remix)"  (Bonus Track)

- "Outro - DPGC 4 Life" contiene, (oltre all'outro), due tracce intitolate "Gangsta's Prerogative" con Kurupt e Roscoe e "Where Ya Headed" solo con Kurupt.